# Episodi di CSI - Scena del crimine (settima stagione)
La settima stagione della serie televisiva CSI - Scena del crimine, formata da 24 episodi, è stata trasmessa sulla CBS dal 21 settembre 2006 al 17 maggio 2007.
In Italia è andata in onda in prima visione per la prima parte della stagione (ep. 1-13) dal 22 marzo al 7 giugno 2007 e la seconda parte (ep. 14-24) su Fox Crime dal 20 settembre 2007 al 18 ottobre 2007. Invece in chiaro viene trasmessa su Italia 1 dal 26 marzo al 28 maggio 2008.
| nº | Titolo originale                     | Titolo italiano                     | Prima TV USA      | Prima TV Italia   |
| -- | ------------------------------------ | ----------------------------------- | ----------------- | ----------------- |
| 1  | Built to Kill (1 e 2 part)           | Costruito per uccidere, 1 e 2 parte | 21 settembre 2006 | 22 marzo 2007     |
| 2  | Built to Kill (1 e 2 part)           | Costruito per uccidere, 1 e 2 parte | 28 settembre 2006 | 22 marzo 2007     |
| 3  | Toe Tags                             | La lezione                          | 5 ottobre 2006    | 29 marzo 2007     |
| 4  | Fannysmackin'                        | Il branco                           | 12 ottobre 2006   | 5 aprile 2007     |
| 5  | Double-Cross                         | Crocefissa                          | 19 ottobre 2006   | 12 aprile 2007    |
| 6  | Burn Out                             | Innocenza violata                   | 2 novembre 2006   | 19 aprile 2007    |
| 7  | Post Mortem                          | Post Mortem                         | 9 novembre 2006   | 26 aprile 2007    |
| 8  | Happenstance                         | Casualità                           | 16 novembre 2006  | 3 maggio 2007     |
| 9  | Living Legend                        | Leggenda vivente                    | 23 novembre 2006  | 10 maggio 2007    |
| 10 | Loco Motives                         | L'assassino modellista              | 7 dicembre 2006   | 17 maggio 2007    |
| 11 | Leaving Las Vegas                    | Lasciare Las Vegas                  | 4 gennaio 2007    | 24 maggio 2007    |
| 12 | Sweet Jane                           | Dolce Jane                          | 18 gennaio 2007   | 31 maggio 2007    |
| 13 | Redrum                               | Etrom (Morte)                       | 25 gennaio 2007   | 7 giugno 2007     |
| 14 | Meet Market                          | Mercato della carne                 | 1º febbraio 2007  | 20 settembre 2007 |
| 15 | Law of Gravity                       | Legge di gravità                    | 8 febbraio 2007   | 20 settembre 2007 |
| 16 | Monster in the Box                   | Il mostro nella scatola             | 15 febbraio 2007  | 20 settembre 2007 |
| 17 | Fallen Idols                         | Idoli caduti                        | 22 febbraio 2007  | 27 settembre 2007 |
| 18 | Empty Eyes                           | Il coltello di ceramica             | 29 marzo 2007     | 27 settembre 2007 |
| 19 | Big Shots                            | Delitti e limousine                 | 5 aprile 2007     | 4 ottobre 2007    |
| 20 | Lab Rats                             | Topi di laboratorio                 | 12 aprile 2007    | 4 ottobre 2007    |
| 21 | Ending Happy                         | Quattro round                       | 26 aprile 2007    | 11 ottobre 2007   |
| 22 | Leapin' Lizards                      | Cospirazione                        | 3 maggio 2007     | 11 ottobre 2007   |
| 23 | The Good, the Bad and the Dominatrix | Un gesto d'amore                    | 10 maggio 2007    | 18 ottobre 2007   |
| 24 | Living Doll (1)                      | L'ultima miniatura (1)              | 17 maggio 2007    | 18 ottobre 2007   |

## Costruito per uccidere, 1ª parte
- Titolo originale: Built to Kill, Part 1
- Diretto da: Kenneth Fink
- Scritto da: David Rambo, Naren Shankar e Sarah Goldfinger

### Trama
Il corpo di una donna sconosciuta viene ritrovato sul set dello spettacolo KÀ del famoso Cirque du Soleil; Grissom e la sua squadra dovranno studiare cosa accade dietro le quinte per capire cosa sia successo alla donna. La squadra sarà inoltre impegnata con un suicidio avvenuto ad una festa di Sam Braun. Dopo la chiusura di entrambi i casi Catherine e Nick si trovano in un locale per ballare; qui Catherine avrà una brutta esperienza. Grissom e Sara, intanto, iniziano ad indagare su un nuovo caso: un uomo è stato trovato morto e vicino al corpo è presente un modellino che rappresenta esattamente la scena del crimine.
- Altri interpreti: Kevin Rahm, Danny Bonaduce, Mark Ivanir, David Berman, Yusuf Gatewood, Joe Reegan
- Special guest star: Wallace Langham, Scott Wilson, Nick Searcy
- Special Music Performance: John Mayer
- Ascolti TV Italia: 2 733 000 telespettatori.[2]

## Costruito per uccidere, 2ª parte
- Titolo originale: Built to Kill, Part 2
- Diretto da: Kenneth Fink
- Scritto da: Sarah Goldfinger, Naren Shankar e David Rambo

### Trama
Grissom e la sua squadra continuano l'indagine iniziata alla fine del precedente episodio. Un uomo, il cantante Izzy Delancy, viene ritrovato morto ed accanto al corpo un modellino che riproduce nel dettaglio la scena. Catherine, intanto, cerca di capire chi l'abbia narcotizzata e perché abbia deciso di colpire la sua famiglia; sospetta qualche affare poco chiaro di Sam Braun.
- Altri interpreti: Liz Vassey, Sean Young, Danny Bonaduce, Kevin Rahm, Monica Keena, Kay Panabaker, Michael Milhoan, Brianne Davis, Marc Vann, Alden Caleb Ehrenreich, Joe Reegan, Scott Subiono, Adrian R'Mante
- Special guest star: Wallace Langham, Scott Wilson
- Guest star: Danny Bonaduce
- Ascolti TV Italia: 2 752 000 telespettatori.[2]

## La lezione
- Titolo originale: Toe Tags
- Diretto da: Jeffrey Hunt
- Scritto da: Richard Catalani, Douglas Petrie, Allen MacDonald e Carol Mendelsohn

### Trama
Mentre Grissom accompagna alcuni studenti in visita al dipartimento vengono raccontate le storie di quattro casi, le vittime presenti in obitorio "raccontano" le loro storie. L'episodio è diviso in quattro diversi "capitoli":
- American Beauty (id.): il cadavere di una donna viene trovato nell'ascensore di un hotel, ma secondo il coroner la donna è morta annegata. Il titolo, insieme alla presenza di petali di rosa come elemento probatorio, allude al film American Beauty.
- Senza cervello (No Brainer): Rebecca McGill, una modella, precipita da un dirupo sotto gli occhi del marito. L'uomo sostiene che si tratta di un incidente, ma la scientifica considera anche le ipotesi omicidio e suicidio.
- Il giorno dell'imbalsamazione (Embalmy Day): un marine ritornato dall'Iraq viene accoltellato ad una stazione di servizio da uno sconosciuto.
- Massacro con la motosega (The Nevada Chainsaw Massacre): due uomini vengono ritrovati uccisi da una motosega. Il titolo originale inglese è un evidente riferimento alla serie cinematografica The Texas Chainsaw Massacre, nota in Italia come Non aprite quella porta.

Da ognuno dei quattro casi Grissom trae una lezione per i giovani studenti: l'importanza dei dettagli, la possibilità di trovare prove dove non ci aspetteremmo, la possibile assenza di un movente logico dietro un delitto, e per finire il fatto che, per quanto l'impressione iniziale sia molto importante, la teoria deve piegarsi alle prove.
- Altri interpreti: David Eigenberg, Rick Yune, Paula Jai Parker-Martin, Jessica Steen, Alexondra Lee, Markus Flanagan, Archie Kao, Jim Parrack, David Berman, Anne Bedian, Jon Wellner, Amanda Fuller, Brenda Canela
- Special guest star: Wallace Langham
- Nota: Il titolo originale inglese, Toe Tags, fa riferimento al cartellino di identificazione (tag) che si appende in obitorio alle dita dei piedi (toe) dei cadaveri.
- Ascolti TV Italia: 2 828 000 telespettatori.[3]

## Il branco
- Titolo originale: Fannysmackin'
- Diretto da: Richard J. Lewis
- Scritto da: Dustin Lee Abraham

### Trama
La squadra dovrà indagare su una banda di ragazzi che si diverte a picchiare i turisti. Greg, mentre si reca su una scena del crimine, si imbatte in uno di questi pestaggi e riesce a salvare la vittima. Tuttavia pagherà un caro prezzo, per questo suo atto di coraggio.
- Special guest star: Kevin Federline (Cole Tritt), Dov Tiefenbach (Anthony Himmer), Daniel Franzese (Dean Harden), Wallace Langham
- Altri interpreti: Lorraine Toussaint, Vicellous Shannon, Kevin Federline, Jim Beaver, Vicki Davis, Indigo, Daniel Franzese, Dov Tiefenbach, David Berman, Seidy Lopez-Panos, Tom Ayers
- Ascolti TV Italia: 2 436 000 telespettatori.[3]

## Crocefissa
- Titolo originale: Double-Cross
- Diretto da: Michael Slovis
- Scritto da: Marlane Meyer

### Trama
Una donna viene trovata crocefissa in chiesa e le prove portano ad accusare il parroco. Ma i fatti sono più complicati di quanto possa sembrare.
- Altri interpreti: Sean Patrick Flannery, Tim Guinee, Meredith Monroe, Waylon Payne, Lorna Raver, Blake Lindsley
- Special guest star: Wallace Langham
- Ascolti TV Italia: 3 749 000 telespettatori.[4]

## Innocenza violata
- Titolo originale: Burn Out
- Diretto da: Alec Smight
- Scritto da: Jacqueline Hoyt

### Trama
Quando viene denunciata la scomparsa di due ragazzini, il primo sospettato è Carl Fisher, un pedofilo che vive in zona. In attesa di ottenere una confessione, Grissom chiede al pedofilo informazioni su come adescava i bambini. Tuttavia l'indagine sarà più difficile del previsto.
- Special guest star: Wallace Langham, Alan Tudyk (Carl Fisher)
- Altri interpreti: Clifton Powell, David Ramsey, Betsy Brandt, Seth Peterson, Ridge Canipe, Davide Berman, Brittany Ishibashi, Glenn Taranto, Terry Bozeman, Palmer Davis
- Ascolti TV Italia: 3 449 000 telespettatori.[4]

## Post Mortem
- Titolo originale: Post Mortem
- Diretto da: Richard J. Lewis
- Scritto da: Dustin Lee Abraham, David Rambo e Naren Shankar

### Trama
Il cadavere di una donna viene ritrovato nella sua casa. Mentre la squadra ricerca il possibile colpevole, Grissom riceve la miniatura esatta della scena del crimine. Una miniatura era già stata trovata nell'omicidio di Izzy Delancy. A questo la squadra capisce di dover cercare un serial killer. Nel frattempo Greg si trova in tribunale per aver ucciso un ragazzo nel tentativo di salvare un turista da un pestaggio .
- Altri interpreti: DJ Qualls, Lorraine Toussaint, Amy Aquino, Jim Beaver, Randall Arney, David Clayton Rogers, Kenneth Choi, Michael Bofshever, Archie Kao, David Berman
- Special guest star: Wallace Langham, Vicellous Shannon
- Ascolti TV Italia: 2 441 000 telespettatori.[7]

## Casualità
- Titolo originale: Happenstance
- Diretto da: Jean de Segonzac
- Scritto da: Sarah Goldfinger

### Trama
Due gemelle vengono ritrovate morte in due diversi punti della città, morte a distanza di due ore l'una dall'altra. La squadra scopre che le sorelle erano state date in adozione e non si erano mai conosciute. Mentre Grissom pensa che si tratti di una casualità, Catherine pensa che i due omicidi siano collegati.
- Altri interpreti: Liz Vassey, Joanna Going, Valerie Mahaffey, Frank Grillo, Harry Van Gorkum, J. C. MacKenzie, Saige Thompson, Archie Kao, David Berman, Sheeri Rappaport, Kelly Smith
- Special guest star: Wallace Langham
- Ascolti TV Italia: 2 400 000 telespettatori.[7]

## Leggenda vivente
- Titolo originale: Living Legend
- Diretto da: Martha Coolidge
- Scritto da: Douglas Petrie e Carol Mendelsohn

### Trama
L'auto di Mickey Dunn, un noto boss degli anni 70, viene ritrovata in fondo ad un lago. Subito dopo avviene una serie di omicidi, tutti collegati ad una foto che ritrae le vittime insieme a Mickey Dunn fuori dal casinò Desert Inn. La squadra dovrà trovare il collegamento tra queste morti e il boss.
- Altri interpreti: Barbara Bain, Brian Goodman, Louis Giambalvo, Rik Young, Kristin Minter, Archie Kao, David Berman, Ion Overman, Tangie Ambrose
- Special guest star: Wallace Langham, Roger Daltrey (Mickey Dunn)
- Nota. Roger Daltrey è il cantante dei The Who, autori delle sigle di CSI.
- Ascolti TV Italia: 3 172 000 telespettatori.[8]

## L'assassino modellista
- Titolo originale: Loco Motives
- Diretto da: Kenneth Fink
- Scritto da: Evan Dunsky

### Trama
Viene ritrovato un cadavere di donna accanto ad un uomo sprofondato fino allo stomaco nel cemento fresco che non vuole dire il suo nome. Un'altra donna viene trovata con la testa nel forno. Un uomo viene trovato morto in una vasca per tramortire i polli e nella stanza Gil trova una miniatura dell'omicidio.
- Altri interpreti: Michael Rispoli, Dayton Callie, Matt Malloy, Danny Bonaduce, Becky Wahlstrom, David Berman, E.J. Callahan, Lexi Jourden
- Special guest star: Wallace Langham
- Ascolti TV Italia: 3 085 000 telespettatori.[8]

## Lasciare Las Vegas
- Titolo originale: Leaving Las Vegas
- Diretto da: Richard J. Lewis
- Scritto da: Allen MacDonald e Carol Mendelsohn

### Trama
Catherine effettua una deposizione al processo di un sospettato di omicidio. Quest'ultimo viene assolto, ma Catherine continua ad indagare. Gil dice a Catherine che dovrà fare il supervisore del turno di notte.
- Altri interpreti: Lucinda Jenney, Jed Rees, Michael Tighe, Kevin Rankin, Anne-Marie Johnson, Skyler Gisondo, Vincent Duvall
- Special guest star: Alan Rosenberg
- Ascolti TV Italia: 3 977 000 telespettatori.[9]

## Dolce Jane
- Titolo originale: Sweet Jane
- Diretto da: Kenneth Fink
- Scritto da: Kenneth Fink e Naren Shankar

### Trama
Una ragazzina viene trovata nuda in un parcheggio in una zona nota per droga e prostituzione. Catherine e Keppler (rinforzo per l'assenza di Grissom) indagano.
- Guest star: Liev Schreiber, Ned Beatty
- Altri interpreti: Chris Bauer, Tom Wright, Vince Grant, Kay Panabaker, David Berman, Laura Leigh Hughes, Pat Crawford Brown, Sandy Martin
- Special guest star: Liev Schreiber, Wallace Langham, Ned Beatty
- Nota: in questo episodio è assente Gil Grissom.
- Ascolti TV Italia: 3 107 000 telespettatori.[10]

## Etrom (Morte)
- Titolo originale: Redrum
- Diretto da: Martha Coolidge
- Scritto da: Jacqueline Hoyt, Carol Mendelsohn, Richard Catalani e David Rambo

### Trama
Danilo Zamesca, un politico molto attivo nella lotta contro la droga, viene ucciso dal trafficante Thomas Simon, che fa subito perdere le proprie tracce. Keppler propone a Catherine e Brass l'idea di creare una finta scena del crimine per far uscire l'uomo allo scoperto. Catherine accetta con riluttanza. Per mantenere la massima segretezza, infatti, sarà necessario mentire anche al resto della squadra CSI. Molte incongruenze faranno tuttavia insospettire Nick, Warrick e gli altri.
- Altri interpreti: Conor O'Farrell, A Martinez, Adam Nee, Darris Love, Gill Gayle, David Fabrizio, Gerald McCullouch, David Berman, Jerard Burks, Jon Wellner
- Special guest star: Liev Schreiber, Wallace Langham
- Nota: in questo episodio è assente Gil Grissom.
- Ascolti TV Italia: 2 774 000 telespettatori.[10]

## Mercato della carne
- Titolo originale: Meet Market
- Diretto da: Paris Barclay
- Scritto da: Dustin Lee Abraham

### Trama
Nick, Greg e Keppler indagano sul ritrovamento di un corpo carbonizzato. L'autopsia rivela che qualcuno ha asportato ossa, tendini e molti altri tessuti dalla vittima. Il resto del team cerca di far luce sull'omicidio di Margo Dorton, colpita violentemente con una bottiglia di champagne.
- Special guest star: Liev Schreiber, Wallace Langham, Gordon Clapp, John Hensley
- Altri interpreti: Liz Vassey, Robin Thomas, Douglas Sills, Jo Anderson, Michael Weaver, John Toles-Bey, Joy Bisco, Jason Olive, Ivan Shaw, David Berman, Kayla Mae Maloney, Tymberlee Chanel
- Ascolti TV Italia: 2 221 000 telespettatori.[10]

## Legge di gravità
- Titolo originale: Law of Gravity
- Diretto da: Richard J. Lewis
- Scritto da: Richard Catalani e Carol Mendelsohn

### Trama
Gli incubi del passato tornano a tormentare Keppler quando viene chiamato con gli altri a indagare su un duplice omicidio, avvenuto in una camera d'albergo. Le vittime sono un poliziotto del New Jersey, Dennis Graves, e una prostituta, alla quale è stata recisa una mano. I due corpi sono stati trovati da Frank McCarty, collega e amico di Graves.
Keppler conosce bene sia Graves che McCarty, con i quali ha lavorato presso il distretto di Trenton, ma finge di non averli mai visti prima. Il suo segreto rischierebbe di essere scoperto.
Durante le indagini, Keppler arriverà persino ad occultare alcune prove, ma una terribile rivelazione gli farà capire qual è davvero la cosa giusta da fare.
Intanto, Grissom è finalmente tornato a Las Vegas.
- Altri interpreti: Liz Vassey, James Hiroyuki Liao, Brian Klugman, Kayla Mae Maloney, Archie Kao, David Berman, Katherine Kirkpatrick, Toy Connor, Adrian R'Mante, Baadja-Lyne
- Special guest star: Liev Schreiber, Wallace Langham, Len Cariou
- Ascolti TV Italia: 3 125 000 telespettatori.[11]

## Il mostro nella scatola
- Titolo originale: Monster In A Box
- Diretto da: Jeffrey Hunt
- Scritto da: Douglas Petrie e Naren Shankar

### Trama
Grissom apre finalmente il pacco postale che è rimasto sulla sua scrivania per quattro settimane e scopre con orrore che al suo interno c'è un nuovo modellino di una scena del crimine. Questa volta, però, la riproduzione non raffigura un delitto già commesso, ma uno che sta per compiersi molto presto. Il caso dell'assassino modellista non è affatto chiuso.
- Altri interpreti: Harry Groener, Brendan Fletcher, Dayton Callie, Archie Kao, David Berman
- Special guest star: Wallace Langham, Kathleen Quinlan
- Ascolti TV Italia: 3 169 000 telespettatori.[11]

## Idoli caduti
- Titolo originale: Fallen Idols
- Diretto da: Christopher Leitch
- Scritto da: Marlane Meyer

### Trama
La squadra CSI indaga sulla sparizione di una giovane promessa del basket, Ryan Lansco, e della sua fidanzata cheerleader, Megan Cooper. Grissom ipotizza una semplice fuga di due innamorati, ma la scoperta di alcune tracce di sangue porterà a considerare scenari ben più drammatici.
- Altri interpreti: Liz Vassey, Matt Lanter, Lyndsy Fonseca, Reiley McClendon, Yaani King, Bridget Ann White, Todd Allen, Archie Kao, Matt Roth, Timi Prulhiere, David Berman
- Special guest star: Wallace Langham, Valarie Pettiford, Laura Harris
- Ascolti TV Italia: 3 246 000 telespettatori.[12]

## Il coltello di ceramica
- Titolo originale: Empty Eyes
- Diretto da: Michael Slovis
- Scritto da: Allen MacDonald

### Trama
Sei ragazze vengono orribilmente trucidate nel loro appartamento. Sara non potrà dimenticare l'immagine straziante di una delle vittime, trovata ancora viva sulla scena del crimine, ma poi morta tra le sue braccia prima dell'arrivo dei soccorsi. Le incomprensibili parole pronunciate dalla ragazza prima di morire potrebbero celare indizi importanti per l'identificazione dell'assassino e un ultimo saluto per qualcuno che lei amava. Grande amarezza anche per Warrick, quando capirà come mai una delle vittime ha un viso così familiare.
- Special guest star: Wallace Langham, Ruby Dee (Mary Wilson)
- Altri interpreti: Walton Goggins (Marlon Frost), Charlie Weber (Corey Archfield), Tiffany Dupont (Cammie Brookston), Robert Gant (Lewis Greyburg), Kellan Lutz (Chris Mullins), Marshall Allman (Jonathan Alaniz), Archie Kao (Archie Johnson), Mykel Shannon Jenkins (Marlo Barksdale), David Berman, (David Phillips), Sheeri Rappaport (Mandy Webster), Betsy Rue (Libby Cooperson), Nadine Nicole Heimann (Jennifer "Jenn" Smith), Helena Mattsson (Rebecca "Becca" Mayford), Larry Mitchell (Ufficiale Mitchell), Amber Stevens (Emily Wilson)
- Ascolti TV Italia: 3 171 000 telespettatori.[12]

## Delitti e limousine
- Titolo originale: Big Shots
- Diretto da: Jeff Woolnough
- Scritto da: Dustin Lee Abraham

### Trama
Grissom e gli altri indagano sulla morte di Champ Landley, rimasto coinvolto in una sparatoria mentre viaggiava su una limousine. Fra le tracce organiche presenti nell'auto verrà trovato anche il DNA di Aaron James, fratello del ragazzo ucciso da Greg per legittima difesa nell'episodio "Fannysmackin". Greg sarà obbligato a lasciare le indagini e dovrà confrontarsi nuovamente con la rabbia e il dolore della madre dei fratelli James.
Nel frattempo, Catherine e Warrick devono scoprire chi ha ucciso una ragazza, spinta fuori da un'auto in corsa e trascinata per un lungo tratto.
- Altri interpreti: Liz Vassey, Lorraine Toussaint, Conor O'Farrell, Ben Crowley, William Allen Young, Aimee Garcìa, Laura Vandervoort, Marlene Forté, David Berman, Terry Bozeman, Charley Rossman, Jon Wellner, Robin Sydney, Katie E. Chonacas
- Special guest star: Wallace Langham, Method Man, Vicellous Shannon
- Ascolti TV Italia: 3 513 000 telespettatori.[13]

## Topi di laboratorio
- Titolo originale: Lab Rats
- Diretto da: Brad Tanenbaum
- Scritto da: Sarah Goldfinger e Naren Shankar

### Trama
Mentre gli agenti CSI sono impegnati con i rispettivi casi, Hodges convince gli altri tecnici del laboratorio ad affiancarlo in un'indagine segreta sui delitti del killer modellista, per riesaminare le prove da una diversa prospettiva e scoprire l'elemento chiave che accomuna le quattro scene del crimine.
- Special guest star: Wallace Langham
- Altri interpreti: Liz Vassey, Archie Kao, Sheeri Rappaport, David Berman, Jon Wellner
- Ascolti TV Italia: 3 083 000 telespettatori.[13]

## Quattro round
- Titolo originale: Ending Happy
- Diretto da: Kenneth Fink
- Scritto da: Evan Dunsky

### Trama
Il corpo senza vita del pugile Lorenzo Morales viene ripescato dalla piscina di un bordello russo. Nonostante l'abbondanza di prove e di possibili sospettati, stabilire la causa della morte si rivela un vero rompicapo. Ogni volta che il caso sembra chiuso, infatti, un'analisi più approfondita della vittima costringe puntualmente il dottor Robbins a rimettere tutto in discussione.
- Special guest star: Wallace Langham, Peter Stormare (Binky), James Whitmore (Milton)
- Altri interpreti: Kurt Fuller (sceriffo Ned Bastille), Antonio Ramos, Vince Vieluf, Wendy Makkena, Ashley Johnson, Marnette Patterson, David Berman
- Ascolti TV Italia: 3 038 000 telespettatori.[14]

## Cospirazione
- Titolo originale: Leapin' Lizards
- Diretto da: Richard J. Lewis
- Scritto da: Carol Mendelsohn e David Rambo

### Trama
In una fattoria viene rinvenuta la testa di una donna, imbalsamata e appesa al muro come un macabro trofeo di caccia. Gli indizi portano a sospettare alcuni membri di un club ufologico, convinti dell'esistenza di pericolosi alieni rettiliani che minacciano il nostro pianeta.
- Special guest star: Wallace Langham, Ally Sheedy, Enrico Colantoni, Julie Hagerty
- Altri interpreti: Dennis Boutsikaris, Archie Kao, David Berman, Sheeri Rappaport, Jason Blicker, Eloy Casados, Berlinda Tolbert
- Ascolti TV Italia: 2 764 000 telespettatori.[14]

## Un gesto d'amore
- Titolo originale: The Good, the Bad and the Dominatrix
- Diretto da: Alec Smight
- Scritto da: Jacqueline Hoyt

### Trama
Lady Heather rischia di morire strangolata durante l'incontro con un cliente particolarmente sadico, nel saloon di un parco a tema western. Trasportata in ospedale, la donna rifiuta però di dare informazioni utili per le indagini e si fa dimettere molto presto, contro il consenso dei medici. Poco dopo, il custode del parco viene trovato morto. Heather, tuttavia, ha un alibi inaspettato. Nick e Warrick, nel frattempo, devono capire chi ha ucciso una giovane borseggiatrice, probabilmente investita da un taxi.
- Altri interpreti: Liz Vassey, JR Bourne, Omid Abtahi, Vic Polizos, Conor Dubin, Archie Kao, Sonya Eddy, David Berman, Rif Hutton
- Special guest star: Wallace Langham, Melinda Clarke, Joe Penny
- Ascolti TV Italia: 3 225 000 telespettatori.[15]

## L'ultima miniatura, 1ª parte
- Titolo originale: Living doll
- Diretto da: Kenneth Fink
- Scritto da: Naren Shankar e Sarah Goldfinger

### Trama
Quando l'identità del killer delle miniature viene finalmente svelata, per il team CSI inizia una drammatica corsa contro il tempo. L'ultimo inquietante modellino mostra infatti che la prossima vittima è un componente della squadra: Sara. Grissom dovrà fare di tutto per salvare il suo grande amore.
- Altri interpreti: Jessica Collins, Liz Vassey, Dayton Callie, Sean Bridgers, Meagan Fay, Gina Hecht, Jay Johnson, David Berman, Tahmus Rounds
- Special guest star: Wallace Langham
- Ascolti TV Italia: 2 972 000 telespettatori.[15]